# Juan de Castillo
Juan del Castillo, SJ (14. září 1596, Belmonte – 17. listopadu 1628, Ijuí) byl španělský římskokatolický kněz a řeholník Tovaryšstva Ježíšova, zabitý v Paraguayi, kde působil jako misionář. Katolická církev jej uctívá jako svatého mučedníka.

## Život

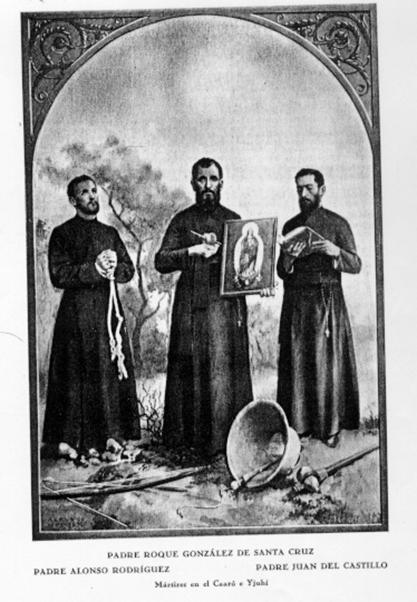
Ilustrace tří svatých jezuitských mučedníků (Juan del Castillo první zprava)

Narodil se dne 14. září 1596 v Belmonte v provincii Toledo ve Španělsku a své studium práva zahájil na univerzitě v Alcalá, kde však zatoužil po zasvěceném životě. Dne 21. března 1614 vstoupil v Madridu do noviciátu Tovaryšstva Ježíšova.
V listopadu roku 1616 byl vyslán s Alfonsem Rodriguezem jako misionář do Jižní Ameriky. Do Buenos Aires dorazili 15. února 1617, načež odcestoval do Córdoby, aby zde pokračoval ve studiu. V roce 1625 byl vysvěcen na kněze.
Ihned po svém kněžském svěcení zahájil svoji misijní činnost v Ijuí u Asunciónu, kde již byla jezuitská misie mezi Guaraníi přítomna od roku 1588 a roku 1609 zde byla zřízena jezuitská redukce. V té době jezuitská provincie Paraguay neodpovídala současným hranicím, kdy zahrnovala dnešní Paraguay, Uruguay, Argentinu, malou část Bolívie a Brazílii. Jejich účelem bylo evangelizovat a chránit domorodce před portugalskými osadníky, což rychle vyvolalo nepřátelství ze strany těchto osadníků.
V Ijuí se připojil k Roque Gonzálezovi de Santa Cruz, který ho nechal v čele této redukce a odešel založit novou. V Ijuí, v současnosti  západobrazilské obci ve státě Rio Grande do Sul, pomáhal s pokřesťanštěním Guaraníů a jejich učil děti číst a psát.
Náčelník Nheçu, hlava okolní oblasti, se k jejich křesťanským snahám stavěl nepřátelsky, pročež nařídil svým mužům vraždit misionáře. Byl umučen v lese u Ijuí 17. listopadu 1628, dva dny po svých společnících Roque Gonzalezovi a Alphonsusi Rodriguezi. Později byl pohřben se svými společníky ve svatyni Caaró v Caibaté.

## Úcta
Beatifikační proces jeho a jeho dvou společníků započal dne 13. července 1932, čímž obdrželi titul služebníci Boží. Dne 3. prosince 1933 podepsal papež Pius XI. dekret o jejich mučednictví. Blahořečeni pak byli tímtéž papežem dne 28. ledna 1934.
Dne 28. března 1988 byl uznán zázrak na jejich přímluvu, potřebný pro jejich svatořečení. Svatořečeni byli dne 16. května 1988 ve čtvrti Ñu Guazú v Asuncionu papežem sv. Janem Pavlem II. během jeho apoštolské návštěvy Paraguaye a dalších zemí.
Jeho památka je připomínána 17. listopadu. Bývá zobrazován v kněžském oděvu.